# Línea de base (investigación científica)

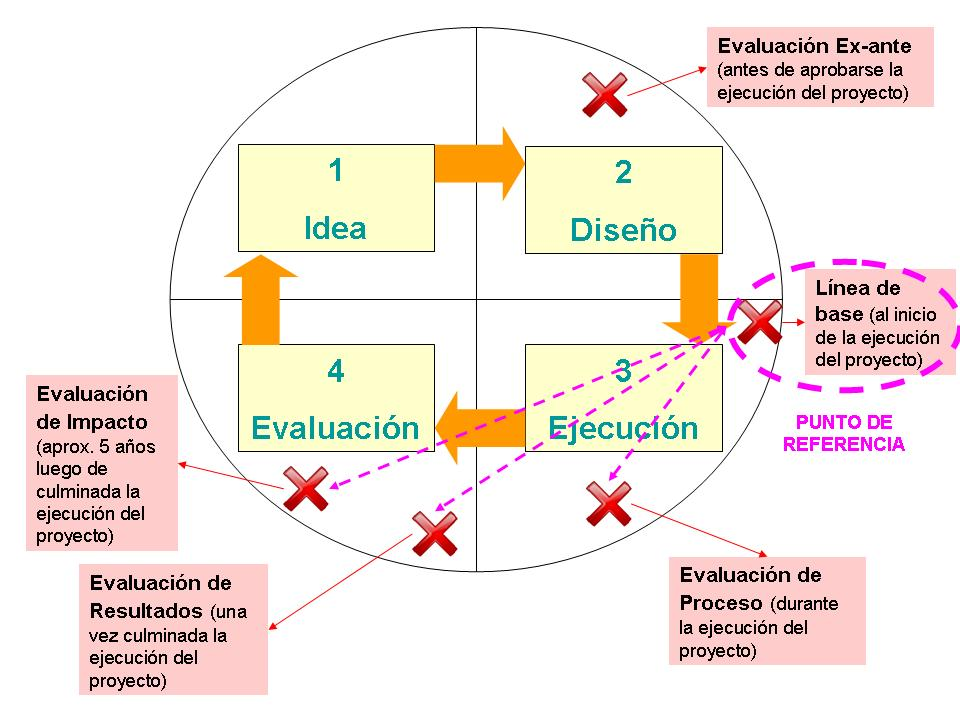
La línea de base en el ciclo de proyectos.

La línea de base, línea basal o estudio de base es la primera medición de todos los indicadores contemplados en el diseño de un proyecto de desarrollo social y, por ende, permite conocer el valor de los indicadores al momento de iniciarse las acciones planificadas, es decir, establece el 'punto de partida' del proyecto o intervención.
La línea de base suele tener un carácter cuantitativo y puede recurrir tanto a fuentes primarias (producidas ad-hoc) como a secundarias (por ejemplo: censos, estudios previos), pero se prefieren las fuentes primarias dado que muchas veces los proyectos de desarrollo conciernen a un escenario específico no contemplado por otros investigadores.
Dentro del ciclo del proyecto, la línea de base debe realizarse cuando este se inicia; de lo contrario, no se contará con datos que permitan establecer comparaciones posteriores e indagar por los cambios ocurridos conforme el proyecto se vaya implementando. Asimismo, de no realizarse, se hacen menos confiables las posteriores evaluaciones de resultados y/o de impacto de un proyecto de desarrollo.
El resultado de la línea base se expresa en un informe que describe la situación del problema identificado antes de la intervención del proyecto y la información elaborada se conoce como año base, punto de referencia o año cero.

## Utilidad de la línea de base
La línea de base permite:
1. Establecer la situación inicial del escenario en que se va a implementar un proyecto.
2. Servir como un punto de comparación para que, en futuras evaluaciones, se pueda determinar qué tanto se han alcanzado los objetivos.
3. Corroborar los datos obtenidos en el diagnóstico y los estudios de factibilidad previos que dieron origen a la formulación del proyecto.
4. Caracterizar en forma más precisa a la población objetivo del proyecto o intervención, y con ello incluso se podrían reformular los objetivos con miras a ganar mayor pertinencia, eficacia, eficiencia y sostenibilidad potencial.
5. Realizar una planificación bien concebida para la ejecución del proyecto. Por ejemplo: haces una investigación y fallas.

## Métodos
Aunque la línea de base tiene un carácter eminentemente cuantitativo, en su realización, se recurre a métodos cuantitativos y cualitativos con la finalidad de optimizar la calidad de los hallazgos. Cabe precisar que, en ocasiones, no es necesario realizar un estudio de campo debido a que la información necesaria para establecer el año cero puede ser obtenida de fuentes secundarias para poder investigar.
Entre los métodos más empleados tenemos a la encuesta y la entrevista, asimismo los grupos focales y la revisión de documentos (este último, en caso de fuentes secundarias).
La encuesta es quizás el método más utilizado porque es económico y permite identificar objetiva y rápidamente el valor de los indicadores. Para su empleo, es necesario recurrir a una muestra que garantice la representatividad de la población objetivo del proyecto.
Las entrevistas permiten una aproximación más amplia al tema evaluado desde el punto de vista de los individuos, pudiendo proporcionar tanto información cuantitativa como cualitativa, pero su costo en tiempo y dinero hacen que se suela emplear este método en pocos casos, usualmente cuando el informante puede proporcionar información muy valiosa.
Los grupos focales permiten conocer la opinión y valores colectivos por lo que resultan un complemento ideal frente a cualquier otro método empleado. Otros métodos cualitativos relevantes para una línea de base son la etnografía y la observación participante, los cuales proporcionan una mirada profunda sobre el modo de vida de los beneficiarios de un proyecto.